# Toyota Celica
Toyota Celica (/ˈsɛlɪkə/ или /sɛˈliːkə/) (яп. トヨタ・セリカ, Toyota Serika) — спортивный автомобиль, выпускавшийся японской автопроизводительной фирмой Toyota Motor Corporation. На протяжении своей истории Celica комплектовалась разнообразными 4-цилиндровыми двигателями. Наиболее значимые изменения произошли в августе 1985 года, когда задний привод уступил место переднему. Полноприводная турбированная модель GT-Four (All-Trac в США) производилась с 1985 по 1999 год. Система сдвига фаз газораспределения появилась в конце 1997 года на японских моделях (кроме GT-Four) и стала стандартной для всех рынков в 2000 году. В течение семи поколений Celica претерпела множество конструкторских и дизайнерских изменений, включая Toyota Celica Supra (позже отделившуюся в самостоятельную модель — Toyota Supra). Были доступны кузова хетчбэк, лифтбэк, а также кабриолет. Последняя Celica сошла с конвейера 20 апреля 2006 года. На этом закончилась почти 36-летняя история модели.

## Первое поколение
Первое поколение было выпущено на японском рынке в конце 1970 года и позиционировалось как более доступный вариант спортивного автомобиля, чем предыдущая модель Тойоты — 2000GT.
Представленная в октябре 1970 года на выставке Tokyo Motor Show с началом продаж в декабре того же года, Celica стала автомобилем, который подчёркивал дизайн и удовольствие от вождения. На японском рынке присутствовали модели ET, LT, ST, GT, и GTV. Благодаря фарам, утопленным в решётку радиатора, и задним фонарям автомобиль напоминал Ford Mustang, но в гораздо меньшем масштабе.
На внешние рынки Celica поставлялась в трёх модификациях: LT, ST и GT. Дешёвая LT-версия была оборудована карбюраторным 4-цилиндровым двигателем объёмом 1600 см³, в то время как ST оборудовалась двойным карбюратором с нисходящим потоком, двигатель 2T-B. Высшая GT модель поставлялась с DOHC двигателем 2T-G объёмом 1600 см³, оборудованным двойным карбюратором Mikuni-Solex.
В начале своей истории Celica была доступна только в одном кузове — хардтоп. Лифтбэк SV-1 был представлен как концепт-модель в 1971 году на выставке Tokyo Motor Show. С небольшими изменениями серийный лифтбэк был представлен в Японии в апреле 1973 с двумя вариантами двигателей — RA25 2000 см³ и TA27 1600 см³. В Европу экспортировалась версия лифтбэка с левым рулём. После рестайлинга в октябре 1975 обе версии с правым и левым рулём стали доступны на остальных рынках.

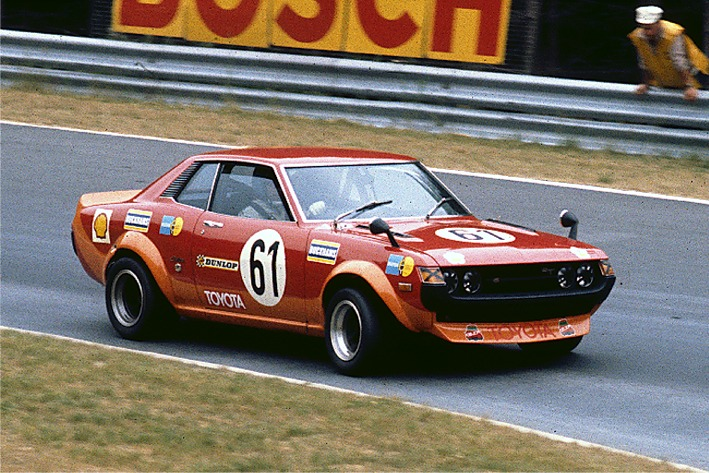
Toyota Celica на трассе кольцевых автогонок, 1973 год

Японская версия GT имела множество отличий от ET, LT и ST, включая электрические стеклоподъёмники, кондиционер, специальную отделку, однако имела и общее с версией ST — центральная консоль и датчик давления и уровня масла, в то время как версия LT имела только предупредительные лампочки для этих функций.
Также существовала GTV версия с двигателем 2T-G, со слегка упрощённым салоном и без электростеклоподъёмников в стандартной комплектации. GTV имела усиленную подвеску.
Первое поколение Celica можно разделить на две отличительные серии. Первая из них имела скошенную переднюю часть (трапециевидный передний поворотник) в кузове купе TA22, RA20, и RA21. Эти модификации выпускались с 1970 по 1975 и оборудовались двигателями 2T, 2T-G 1.6 или 18R 2.0. Колёсная база составляла 2400 мм. Вторая серия имела плоскую переднюю часть (передний поворотник квадратной формы) и увеличенную колёсную базу до 2500 мм. Эта рестайлинговая версия появилась в Японии в 1974, но на экспорт пошла только в 1976. Японская версия имела двигатель до 2000 см³, чтобы соответствовать требованиям, касающимся размера двигателя, тем самым позволяя покупателям избежать повышенных платежей налога за двигатель большого объёма.
Первая Celica (ST) для северо-американского рынка в 1971 поставлялась с 1,9-литровым двигателем 8R. Модели 1972—1974 годов имели 2-литровый двигатель 18R-C. В 1975—1977 на северо-американский рынок поставлялись комплектации с двигателем 20R объёмом 2,2 литра. Модели Celica GT и LT были представлены в США в 1974 году. Топовая версия GT включала в себя 5-ступенчатую МКПП, полосы по бокам и стильные стальные диски с отделкой хромированными кольцами. LT позиционировалась как экономичная модель. В середине 1974 года Celica претерпела незначительные изменения в отделке и значках. Автоматическая КПП стала доступна как опция в северо-американских ST и LT начиная с 1973 года. В 1975 бамперы, окрашенные в цвет кузова, заменили собой хромированные бамперы, как на ранних версиях в соответствии с федеральными законами США.

## Второе поколение
Второе поколение увидело свет в 1978 (производство начато в конце 1977) и было доступно в двух видах кузовов — купе и лифтбэк. Кузов купе больше не был настоящим хардтопом — и купе и лифтбэк имели безрамочное стекло двери и толстую стойку задней части дверного проёма. Дизайнером этих серий был Дэвид Столлэри. С 1979 по 1981 год компания Griffith (США) заказала версию с открытым верхом — в кузове тарга. Она получила название SunChaser и имела снимающуюся крышу и складывающуюся заднюю часть крыши, наподобие Porsche 911 модели 1967 года. Было произведено более 2000 штук, проданных через дилеров Тойота.

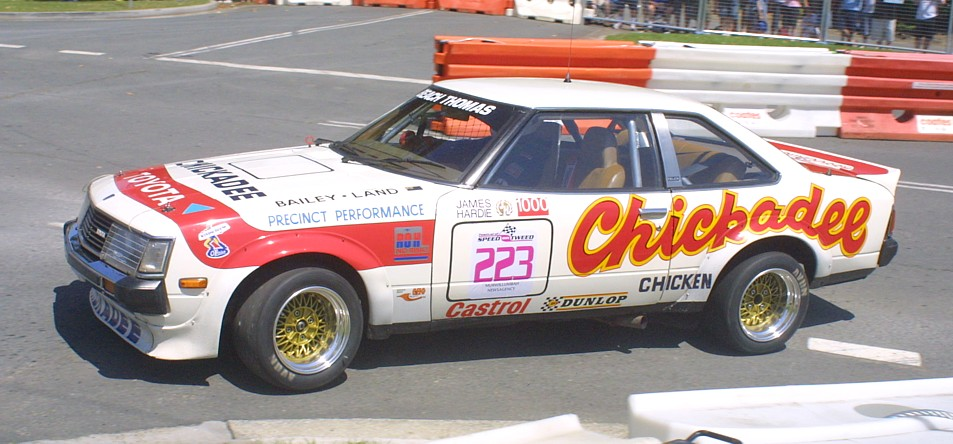
Toyota Celica RA40 для кольцевых автогонок

В 1978 году Тойота начала производство Mark I Toyota Supra в Японии, получившая название Toyota Celica XX, которая дебютировала в США и Японии в 1979 году. Для США Mark I (код шасси MA46) комплектовался рядным 6-цилиндровым 12-клапанным SOHC двигателем 4M-E объёмом 2563 см³ и мощностью 110 л. с. Одновременно в 1979, японский Mark I (код шасси MA45) оборудовался рядным 6-цилиндровым 12-клапанным SOHC двигателем M-EU объёмом 2 литра и мощностью 110 л. с. Оба двигателя были первыми у компании Тойота, оборудованными инжектором.
Второе поколение также можно разделить на две серии (серия A и серия B), отличимые только внешне — обе имели одинаковые двигатели. Серия А (1978—1979) имела круглые фары и хромированные бампера в простой комплектации. Более дорогие версии GT и все версии для американского рынка оснащались чёрными резиновыми бамперами. Серия В (1979—1981) выпускалась с квадратными фарами, чёрными резиновыми бамперами и с другими незначительными отличиями.
ST и GT модели для северо-американского рынка оснащались двигателем 20R объёмом 2,2 л. На японский и другие рынки поставлялись 1,6-, 1,8- и 2-литровые моторы.
Новое поколение обеспечивало больше безопасности, мощности топливной экономии и было награждено журналом Motor Trend «Лучший зарубежный автомобиль 1978 года». В Японии выпускались комплектации ET, LT, ST, SE, XT, GT, и GTV. Последние две оборудовались двигателем 18R-G Twincam. В конце 1978 версия GTV была заменена GT Rally.

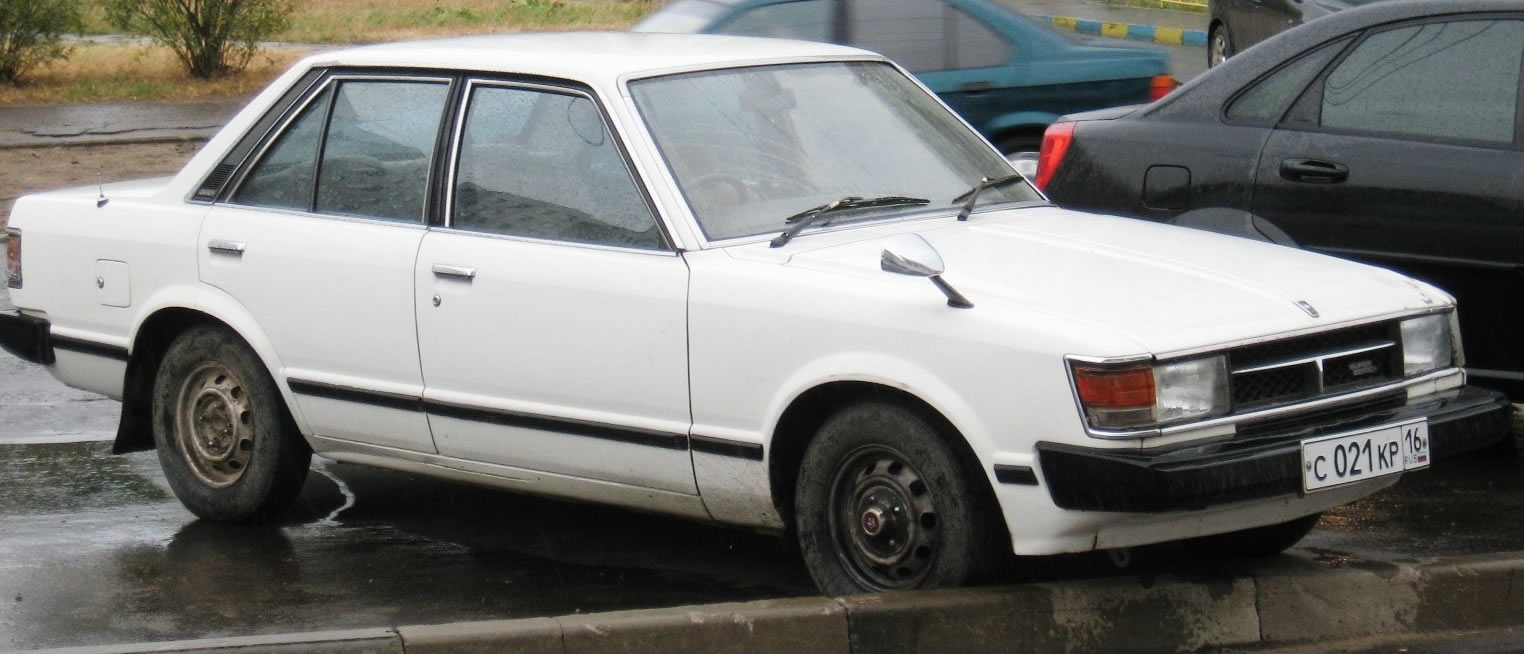
Celica Camry седан

В 1980 была выпущена ограниченная серия лифтбэка GT «US Grand Prix» в честь спонсорства Toyota автогонок Гран-При Лонг-Бич. За 1981 год северо-американские модели получили более мощные двигатели 22R объёмом 2,4 литра от моделей 4Runner и Hilux. В честь 10-летия модели Celica было выпущено GTA Coupe на основе GT Coupe с 4-скоростной АКПП, ЭСП, улучшенной музыкальной системой. GTA отличалась чёрным/золотым цветом кузова и табличкой «GTA 10th anniversery» на центральной консоли.
Всего было около 70 различных модификаций второго поколения Celica, продававшихся в Японии, и 49 — одновременно.

### Седан
Toyota Celica Camry седан заднеприводной (1980—1982 годы выпуска), созданный на базе купе Toyota Celica.

## Третье поколение

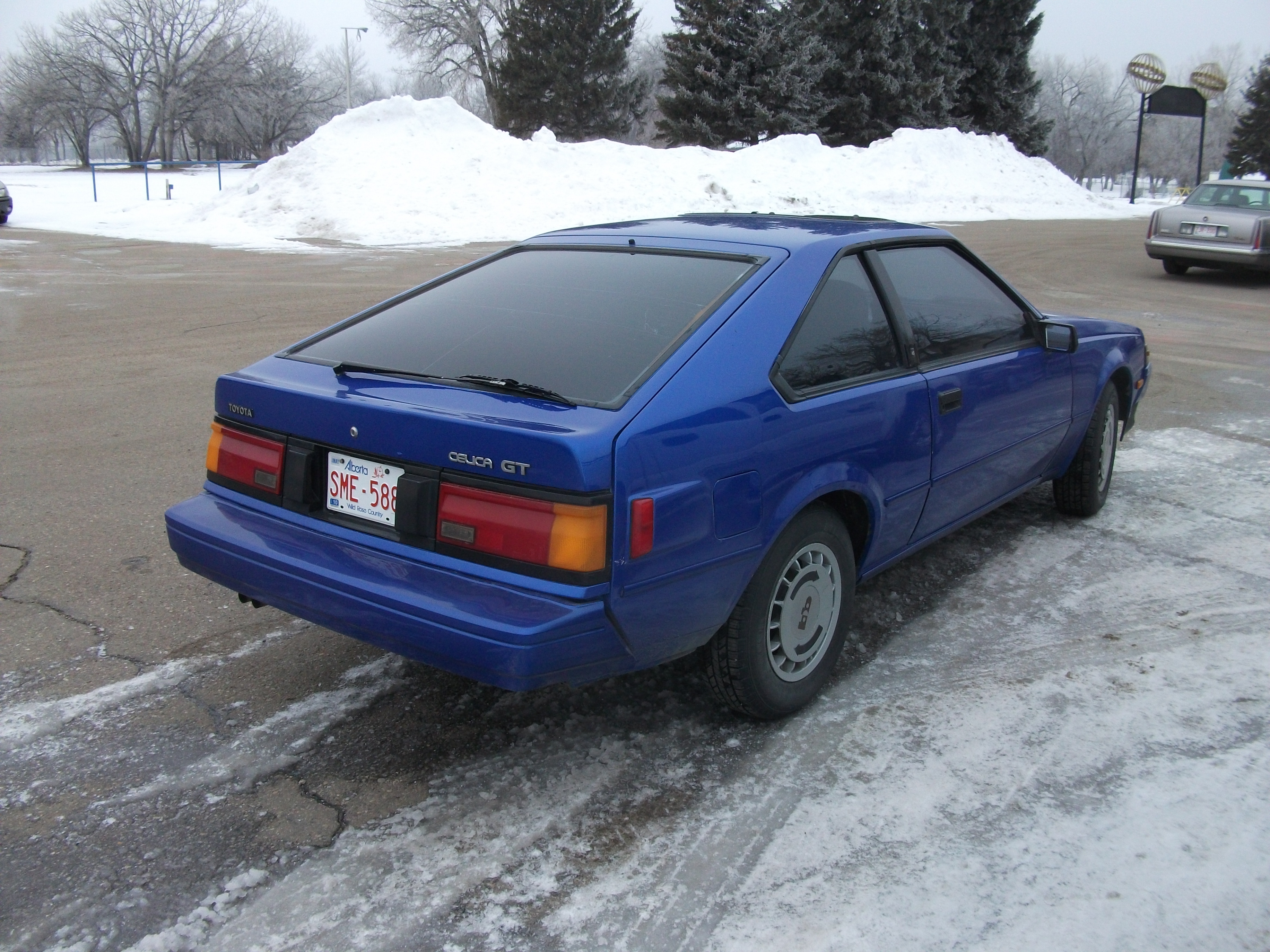
1982—85 Toyota Celica GT лифтбэк

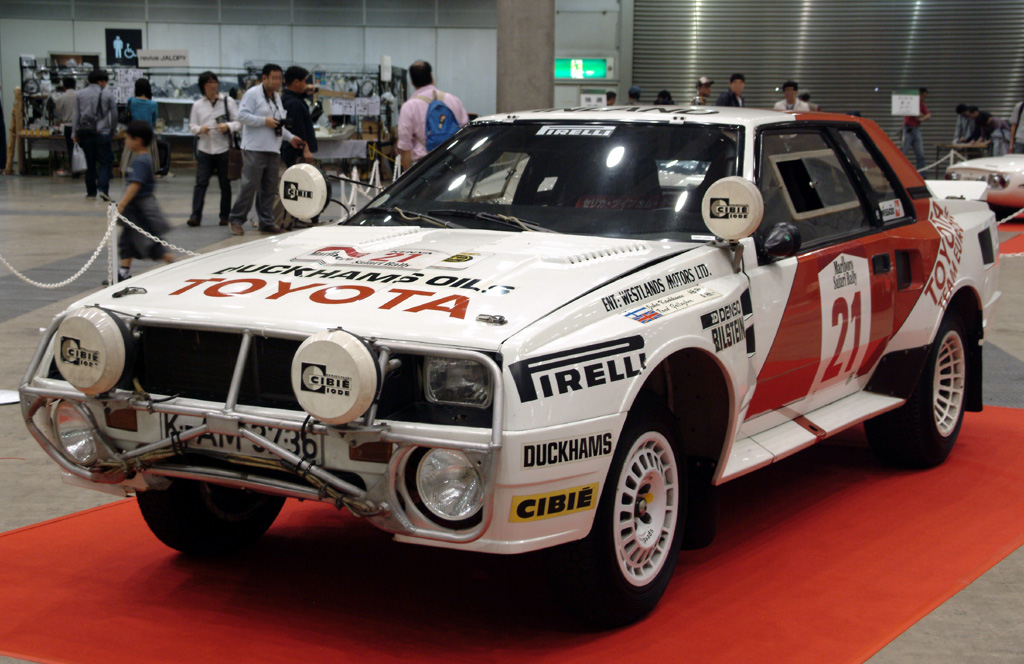
Toyota Celica TCT на которой Юха Канккунен выиграл Ралли Сафари-1985

Третье поколение Celica было представлено в августе 1981 года. Были доступны кузова купе, лифтбэк и кабриолет. Наибольшей популярностью среди покупателей пользовался лифтбэк. Новое поколение существенно отличалось от предыдущих и оснащалось для северо-американского рынка 2,4-литровыми двигателями 22-R и 22R-E,а также карбюраторными 2 л. I4 (2S-C). 2,4-литровый мотор стал самым объёмным двигателем среди когда-либо используемых для Celica. Также для японского рынка ставились моторы 2T 1,6 л., 3T and 1S, 1,8 л. и 18R-G 2,0 л. Доступны различные уровни отделки SV, ST, ST-EFI, SX, GT, и GT Rally и два типа кузова: купе и лифтбэк.
Первая Celica с турбированным двигателем была выпущена в Японии в сентябре 1982. Версия GT-T оснащалась 3T-GTE 1,8 л. Для участия в Чемпионат мира по ралли (WRC) и соответствии требованиям МАФ были созданы 200 штук Celica GT-TS. Это был основной автомобиль для Группы B Чемпионата, Celica Twincam Turbo (TA64), который был построен и обслуживался Toyota Team Europe (TTE).
В августе 1982 года Toyota выпустила на североамериканский рынок модель GT-S, чтобы восстановить спортивный имидж Celica, утраченный с увеличением массы и размеров каждого последующего поколения модели. Комплектация GT-S включала в себя колёса 14×7" и покрышки 225/60HR14, спойлеры, независимую заднюю подвеску, спортивный интерьер со специальными сидениями, кожаные руль и рукоятку переключения передач. Большая часть изменений взяли от Supra. Это создало впечатление, что Supra построена на базе Celica. Обе машины (лифтбэк) были очень похожи. Также были доступны опционально задние шторки для купе и лифтбэков.
Незначительные изменения модель претерпела в конце 1983. Обновлена передняя часть автомобиля, установлены складывающиеся фары головного освещения. Боковые воздухозаборники, капот, решётка радиатора, задние фонари и бампера были также обновлены.
Инжектор появился в стандартной комплектации для североамериканского рынка в августе 1982 года, поэтому двигатель 22R сменил новый 22R-EC.
Кабриолет GT-S, созданный American Specialty Cars (ASC) в Калифорнии, был выпущен тиражом около 4500 штук в 1984 и 1985 годах.
В Европу Celica выпускалась как 1600ST с двигателем 2T, 2000XT (21R), и 2000GT (18R-G). В Японии Celica комплектовалась двигателями 2T, 3T и обновлённые 1600GT и 1600GT-R с мотором 4A-GE.

## Четвёртое поколение

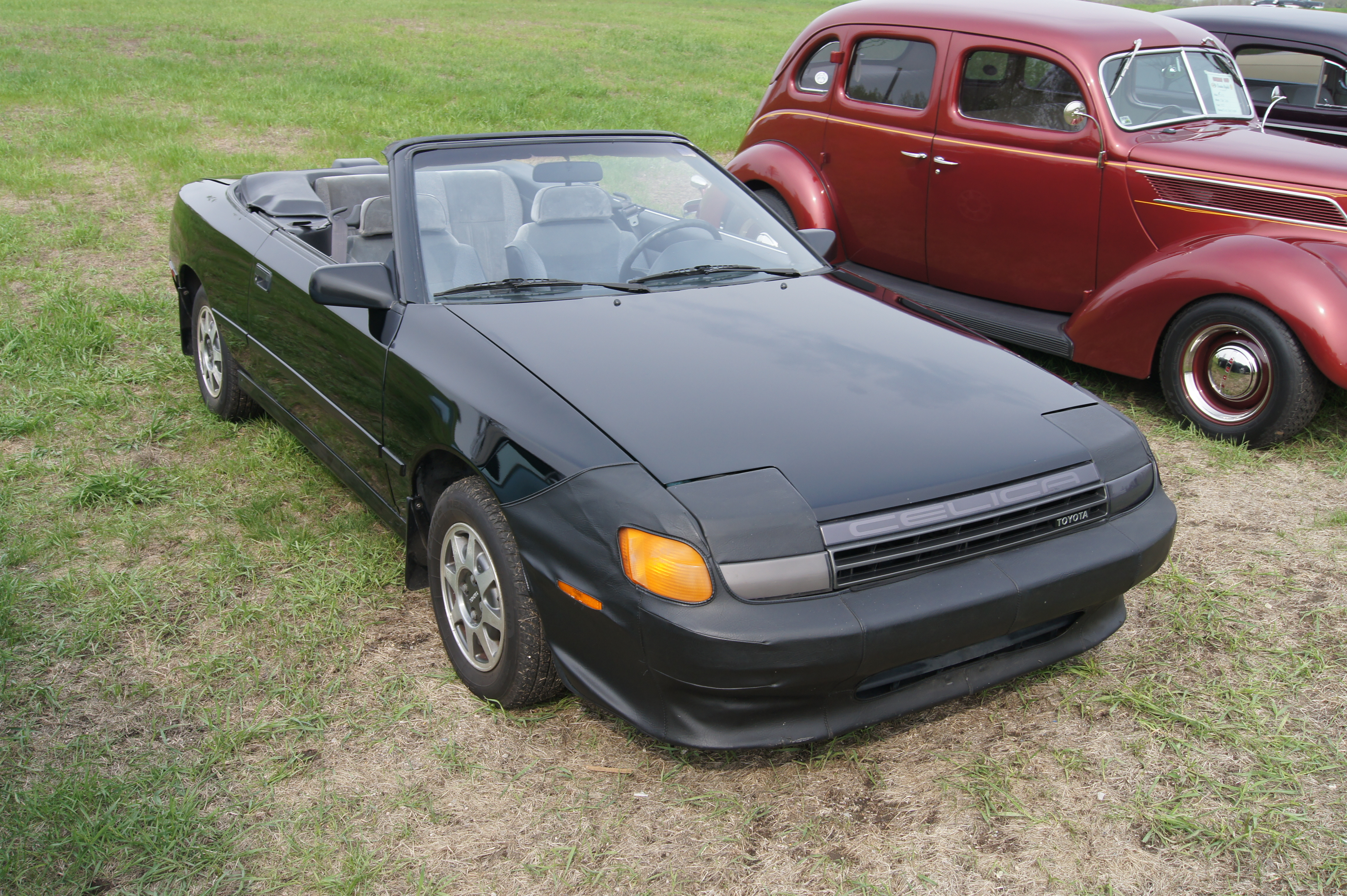
Toyota Celica кабриолет ST162

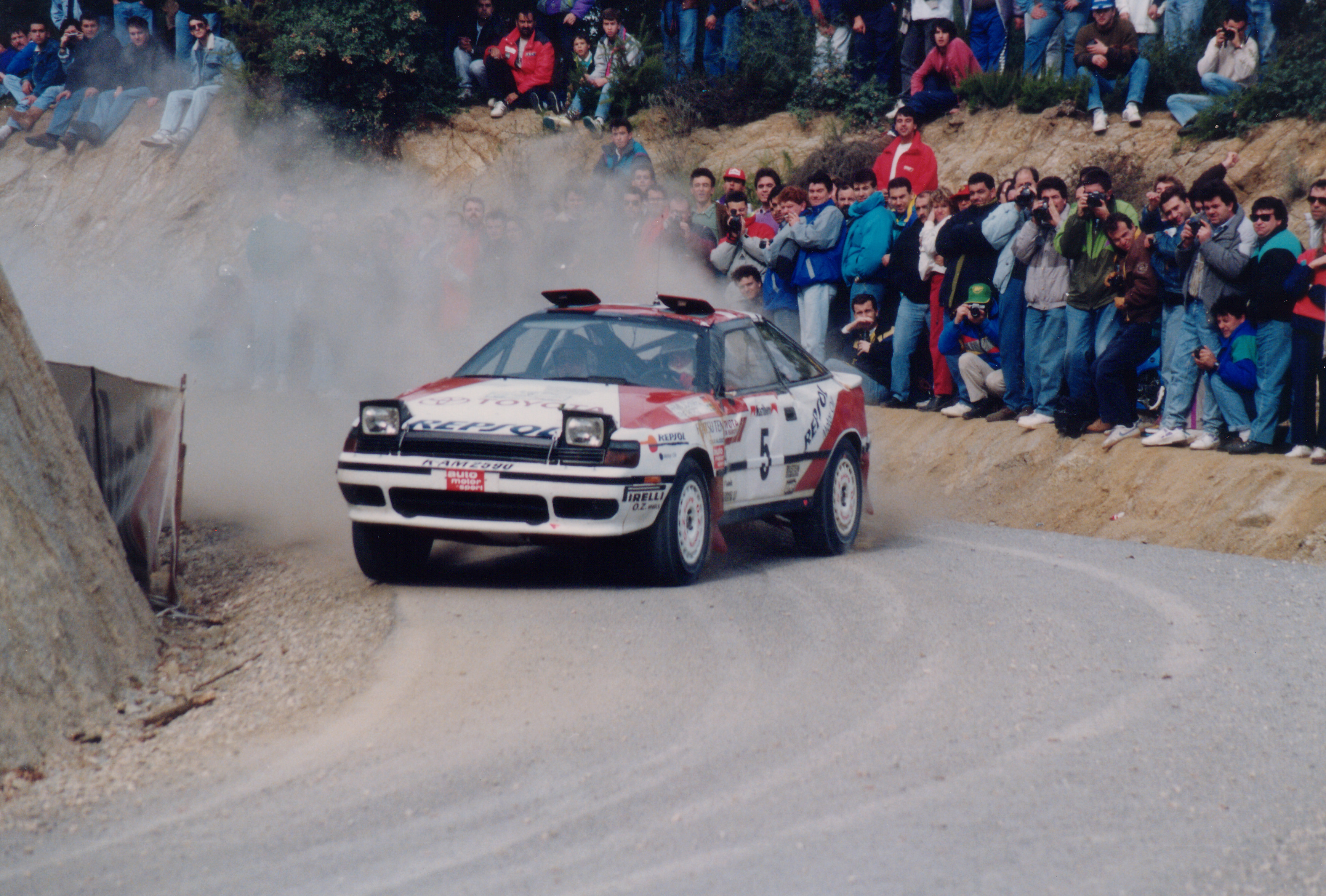
Раллийная Toyota Celica GT-Four ST165, 1991 год

В августе 1985 Celica изменилась полностью. Она стала абсолютно новым переднеприводным автомобилем с закруглённым обтекаемым кузовом и новыми 2-литровыми (4 цил.) двигателями.
Toyota представила топовую версию на японском рынке в октябре 1986: GT-Four (ST165) с постоянным полным приводом, включая блокируемый электроникой межосевой дифференциал. Версия GT-S с турбированным 2-литровым (190 л. с.) двигателем 3S-GTE стала флагманом линейки серийных Celica и официальным автомобилем для участия команды Toyota в ралли. GT-Four, с изменённой вискомуфтой межосевого дифференциала начала поставляться на экспорт в 1987 (модель 1988 года в США) под названием Celica All-Trac Turbo. Система симметричного постоянного полного привода All-Trac также устанавливалась на модели Camry, Previa, и Corolla для Северной Америки без турбины.
Конструкция шасси ST165 хорошо соответствовала своему времени. Toyota решила не вносить радикальных изменений в AWD GT4; передняя подвеска представляла собой систему MacPherson, и задняя многорычажная.
Впервые ST165 GT-Four дебютировала на Чемпионате мира по ралли в 1988 году и заняла 6 место. Первая победа пришла в 1988 (не WRC) и в чемпионате мира в 1989 (Ралли Австралия).
На японском рынке 4 поколение стартовало с двигателем 1S-iSU для ST160 и двигателем 4A для AT160. Мотор 4A был снят с производства в Августе 1987, а 1S-iLU был заменён двигателем 4S-Fi для ST163 в Мае 1988. Мотор 3S с различными вариантами газораспределительного механизма (Twincam) был представлен в августе 1987 для ST162. В это же время выходит турбированный 3S-GTE для полноприводных ST165 GT-Four. Двумя месяцами позже появляется кабриолет (ST162C) с мотором 3S-FE.
Комплектации ST и SX имели систему OHC. Комплектация ZR (включая кабриолет) оснащалась двигателем 3S-FE. Комплектации GT и GT-R включали в себя двигатель 3S-GELU DOHC и, наконец, GT-Four оснащалась турбированным двигателем и полным приводом. Также GT и GT-RA имели электронную панель приборов.
Базовой моделью для австралийского рынка была Celica ST162 ST с мотором 3S-FE в кузове купе и лифтбэк. Топовая версия лифтбэка SX оснащалась 3S-GE.
В Европе были доступны следующие комплектации:
| Код шасси | Модель      | Двигатель                 | кВт | Об/мин | Н   | Об/мин | Масса, кг. | 0-100(км/ч) | Макс. скор.(км/ч) |
| --------- | ----------- | ------------------------- | --- | ------ | --- | ------ | ---------- | ----------- | ----------------- |
| AT160     | 1.6 ST      | 1587 см³ 8V 4A-C (карб.)  | 64  | 5600   | 136 | 3600   | 1005       | 12,4 с      | 175               |
| AT160     | 1.6 GT      | 1587 см³ 16V 4A-GE        | 92  | 6600   | 142 | 5000   | 1060       | 8,9 с       | 205               |
| ST162     | 2.0 GT      | 1998 см³ 16V 3S-FE        | 92  | 5600   | 169 | 4400   | 1460       | 8,9 с       | 205               |
| ST162     | 2.0 GT-S    | 1998 см³ 16V 3S-GE        | 112 | 6400   | 180 | 4800   | 1130       | 8,6 с       | 210               |
| ST165     | 2.0 GT-Four | 1998 см³ Turbo 16V 3S-GTE | 142 | 6000   | 249 | 3200   | 1465       | 7,9 с       | 220               |

В Северной Америке Celica снова была доступна в комплектациях ST, GT и GT-S в кузовах купе и лифтбэк, и GT для кабриолета с мягким верхом. ST и GT в начале оснащались двигателем 2S-FE OHC (8 кл., 2000 см³, 97 л. с.) от модели Camry, но были вскоре заменены на новые 3S-FE DOHC (116 л. с.) 1987 модельного года, также устанавливаемого на Camry. GT-S оснащалась 2-литровой 135-сильной (101 кВт) версией 3S-GE DOHC с системой T-VIS. Модель All-Trac Turbo, американская версия ST165 GT-Four была добавлена в модельный ряд в 1988.
| AT160 | Купе, лифтбэк            | 4A-F, 4A-GE  | 1,6 ST (4A-F), 1,6 GT (4A-GE)                                                                       | Япония, Общий |
| ST160 | лифтбэк                  | 1S-iLU       | 1.8 ST, 1.8 SX                                                                                      | Япония |
| ST161 | Купе, лифтбэк            | 2S-ELC       | 2.0 ST, 2.0 GT (только 1986 модельный год)                                                          | Северная Америка |
| ST162 | Купе, лифтбэк, кабриолет | 3S-FE, 3S-GE | 2.0 ST и 2.0 GT (3S-FE), 2.0 GT-R (3S-GELU), 2.0 GT-i 16, 2.0 SX и 2.0 GT-S (3S-GE), 2.0 ZR (3S-FE) | Япония (лифтбэк и кабриолет), Северная Америка (все типы кузова), Европа (лифтбэк и кабриолет), Австралия и Новая Зеландия (лифтбэк) |
| ST163 | Лифтбэк                  | 4S-Fi        | 1.8 ST, 1.8 SX                                                                                      | Япония |
| ST165 | Лифтбэк                  | 3S-GTE       | GT-Four, Turbo All-Trac                                                                             | Япония, Европа, Северная Америка |

## Пятое поколение

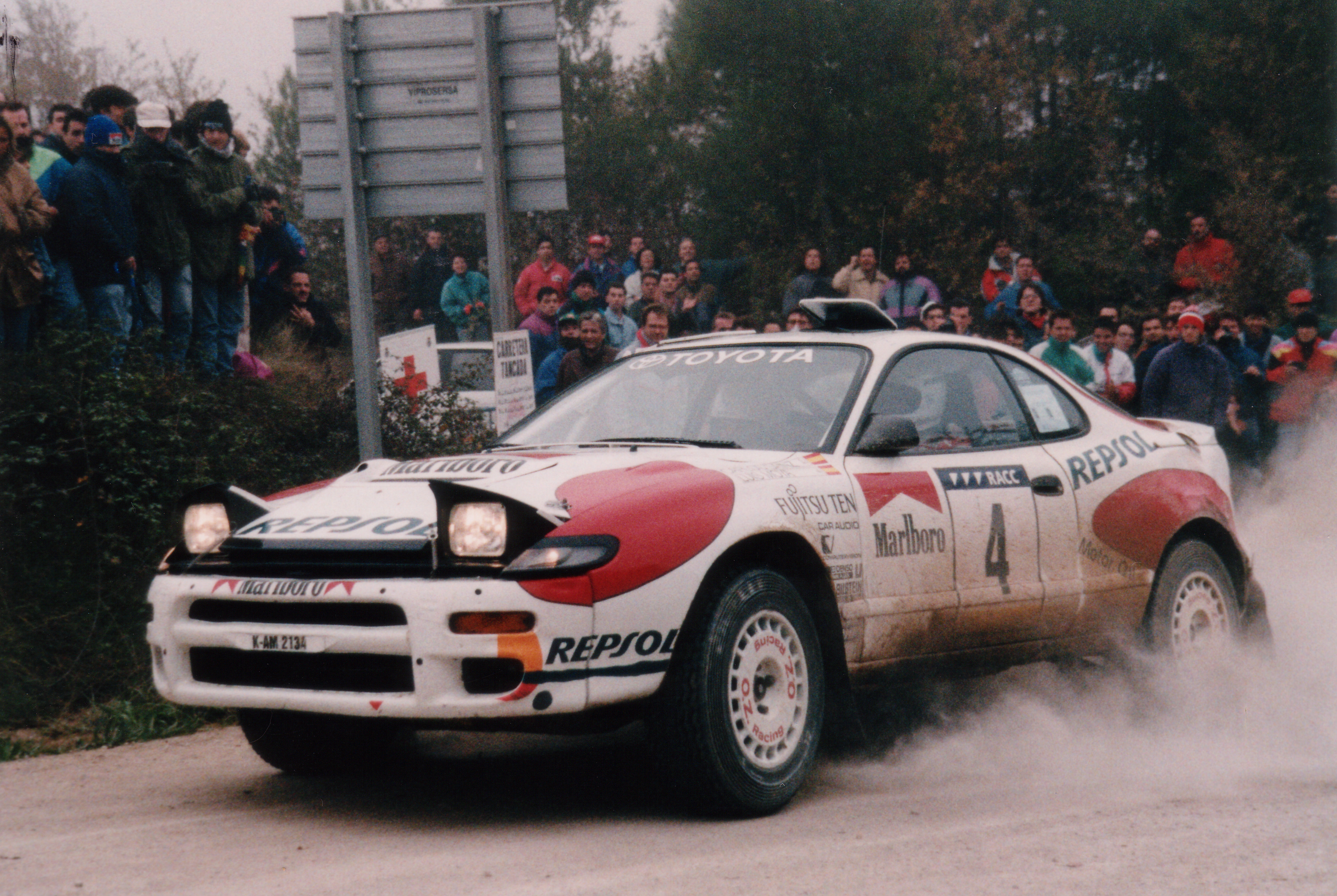
Раллийная Toyota Celica GT-Four ST185

Пятое поколение Celica было представлено в сентябре 1989 для 1990 модельного года. Модель получила новый дизайн, обновлённые колёса и более мощную версию GT-Four (All-Trac в США). Дизайнеры Тойоты утверждали, что округлые формы и отсутствие прямых линий увеличило прочность, не добавляя лишнего веса. Впоследствии такой стиль был скопирован другими автопроизводителями. Комплектации для внутреннего японского рынка теперь назывались S-R, Z-R, GT-R, Active Sports (с активной подвеской) и GT-Four. S-R и Z-R оснащались двигателем 3S-FE, в то время как GT-R и Active Sports поставлялись с 3S-GE. 3S-GTE в модели GT-Four оснащался воздухо-воздушным интеркулером и двойным впуском турбины CT26 для снижения количества выхлопных газов. В японской версии GT-Four было 165 кВт (221 л. с.) и 304 Н·м момента в результате установки улучшенной системы зажигания и керамической турбины. Система постоянного полного привода в GT-Four имела блокировку межосевого и заднего дифференциалов.
Celica для Северной Америки имела фиксированные боковые зеркала и оранжевые передние поворотники. Для остальных рынков использовались складывающиеся зеркала и белые поворотники. Также в американской версии устанавливалась водительская подушка безопасности в стандартной комплектации. Базовая модель ST имела 1,6-литровый 4A-FE, GT и GT-S — 5S-FE 2,2 литра. Комплектация GT-S была мощнее на 5 л. с. (4 кВт), чем GT. 2,2-литровый мотор был добавлен для увеличения крутящего момента, как предпочитали потребители в США, а не увеличения оборотов двигателя как раньше. All-trac Turbo была доступна с улучшенным 3S-GTE 2 л. Версия GT-S и все экспортные модели GT-Four выпускались в кузове лифтбэк с расширенными крыльями. GT-Four для внутреннего рынка выпускалась в обычном кузове.
В Европе были доступны комплектации 1.6 ST-i, 2.0 GT-i 16, и GT-Four. Кабриолет 2.0 GT-i 16 поставлялся только для некоторых европейских стран. В 1992 2.0 GT-i 16 с широкими крыльями продавался в Нидерландах и Бельгии (3S-GE).
Модели для Австралии: SX купе, SX лифтбэк, GT-Four, а также 150 шт. ограниченной серии GT-Four Group A Rallye. Австралийские версии машин были менее оснащены, чем для Японии и Северной Америки. Люк был доступен только как опция в комплектации SX. Первоначально GT-Four не оснащалась системой ABS и противотуманными фарами, которые появились в стандартной комплектации несколькими месяцами позже. В 1993 ограниченная серия модели WRC Trophy (комплектация SX со спортивными сиденьями от GT-Four, круиз-контролем, затемнённым задним стеклом, спойлером и специальными наклейками на кузове) поступила в Австралию.
В августе 1990 в японскую линейку моделей были добавлены GT-Four A с широкими крыльями и кабриолет. Музыкальная система Super Live Sound System с 10-ю динамиками стала стандартной для GT-Four A и опцией для остальных комплектаций, кроме S-R. 20-летний юбилей наступил для Celica в декабре 1990. Компанией American Sunroof Corporation (Калифорния, США) был создан кабриолет GT с двигателем 5S-FE для американского рынка, Type G (4WS) для Японии и 2.0 GT-i 16 (3S-GE) для Европы. Европейский кабриолет Celica сохранил дизайн переднего бампера до 1992 и был обновлён в 1993.
Существовало три варианта КПП для ST185 GT-Four. Коробка E150F с передаточным числом 4,285 устанавливалась на модели для японского рынка и All-trac для США. Европейские и австралийские модели, как и RC/Carlos Sainz/Group A, оснащались E151F с передаточным числом 3,933. Японская версия GT-Four Rally, ограниченная серия облегчённой версии которой продавалась только в Японии (не следует путать с австралийской GT-Four Group A Rallye), имела коробку E152F с передаточным числом 4,285 и сближенными передачами. Она имела стальные диски и не была оборудована кондиционером, ЭСП и электроприводом антенны. Ранние версии производились в обычном кузове, а позже с расширенными крыльями и круглыми противотуманными фарами. Также в Японии продавалась модель GT-Four V. Это экономичная версия в обычном кузове без литых дисков, кожи, музыкальной системы System 10, но с противотуманными фарами, ЭСП и люком (опция).
Антиблокировочная система тормозов (ABS) была доступна для GT-S все четыре года, а для GT с 1992 по 1993. ABS, кожаный салон, люк и музыкальная система System 10 ставились опционально на GT-S и GT-Four (1990—1992) и в стандартной комплектации на GT-Four (1993). Со спортивным салоном, электроприводом сидений, автоматической регулировкой руля и круиз-контролем в стандартной комплектации GT-Four (All-Trac для США) была самой дорогой из производившихся моделей. С 2-литровым турбированным 3S-GTE мощностью более 200 л. с. она также стала самой мощной версией.
Было выпущено 5000 шт. специальной ралли-версии, названной GT-Four RC для Японии, Carlos Sainz (CS) для Европы (в честь знаменитого гонщика WRC Карлоса Сайнса) и Group A Rallye для Австралии. Специальные опции включали:
- улучшенный интеркулер по заказу Toyota Team Europe для более простой настройки;
- изменённый капот с бо́льшим количеством вентиляционных отверстий;
- электронный блок управления, настроенный на бо́льшую производительность;
- облегчённый бампер.

Из 5000 произведённых авто 1800 предназначались для японского рынка, 3000 для Европы, 150 для Австралии, 25 для Сингапура и оставшиеся экспортированы в Новую Зеландию и на общие рынки.
| 5 поколение Toyota Celica (1990—1993) | 5 поколение Toyota Celica (1990—1993)             | 5 поколение Toyota Celica (1990—1993) | 5 поколение Toyota Celica (1990—1993) | 5 поколение Toyota Celica (1990—1993) | 5 поколение Toyota Celica (1990—1993)   | 5 поколение Toyota Celica (1990—1993) | 5 поколение Toyota Celica (1990—1993)       | 5 поколение Toyota Celica (1990—1993) |
| Код шасси                             | Модификация                                       | Тип кузова                            | Привод                                | Двигатель                             | Мощность                                | Крутящий момент                       | Рынки                                       | Цена в Японии (¥1000)                 |
| ------------------------------------- | ------------------------------------------------- | ------------------------------------- | ------------------------------------- | ------------------------------------- | --------------------------------------- | ------------------------------------- | ------------------------------------------- | ------------------------------------- |
| AT180                                 | ST                                                | Купе, Лифтбэк                         | 2WS, FWD                              | 4A-FE                                 | 77 кВт (103 л. с.) 6000 об/мин          | 138 Н 3200 об/мин                     | Европа, Северная Америка, общий             | -                                     |
| ST182                                 | 2.0 GT-i 16                                       | Лифтбэк, Кабриолет                    | 2WS, FWD                              | 3S-GE                                 | 118 кВт (165 л. с.) 6600 об/мин         | 186 Н 4800 об/мин                     | Европа, Средний Восток                      | -                                     |
| ST182                                 | 2.0 GTS-i 16                                      | Лифтбэк (широкий)                     | 2WS, FWD                              | 3S-GE                                 | 118 кВт (165 л. с.) 6600 об/мин         | 186 Н 4800 об/мин                     | Бельгия, Нидерланды                         | -                                     |
| ST183                                 | Active Sports                                     | Лифтбэк                               | 4WS, FWD                              | 3S-GE                                 | 118 кВт (165 л. с.) 6600 об/мин         | 186 Н 4800 об/мин                     | Япония                                      | 3200                                  |
| ST182                                 | GT-R                                              | Лифтбэк                               | 2WS, FWD                              | 3S-GE                                 | 118 кВт (165 л. с.) 6600 об/мин         | 186 Н 4800 об/мин                     | Япония                                      | 1880                                  |
| ST183                                 | GT-R                                              | Лифтбэк                               | 4WS, FWD                              | 3S-GE                                 | 118 кВт (165 л. с.) 6600 об/мин         | 186 Н 4800 об/мин                     | Япония                                      | 1970                                  |
| ST182                                 | Z-R                                               | Лифтбэк                               | 2WS, FWD                              | 3S-GE                                 | 93 кВт (140 л. с.)                      | -                                     | Япония                                      | 1608                                  |
| ST183                                 | Z-R                                               | Лифтбэк                               | 4WS, FWD                              | 3S-FE                                 | 93 кВт (140 л. с.)                      | -                                     | Япония                                      | 1698                                  |
| ST182                                 | S-R                                               | Лифтбэк                               | 2WS, FWD                              | 3S-FE                                 | 93 кВт (140 л. с.)                      | -                                     | Япония                                      | 1464                                  |
| ST183                                 | S-R                                               | Лифтбэк                               | 4WS, FWD                              | 3S-FE                                 | 93 кВт (140 л. с.)                      | -                                     | Япония                                      | 1554                                  |
| ST184                                 | GT (Северная Америка), SX (Австралия)             | Купе, Кабриолет, Лифтбэк              | 2WS, FWD                              | 5S-FE                                 | 97 кВт (130 л. с.) 5400 об/мин          | 186 Н 4400 об/мин                     | США, Канада, Австралия                      | -                                     |
| ST184                                 | GT-S                                              | Лифтбэк (широкий)                     | 2WS, FWD                              | 5S-FE                                 | 97 кВт (130 л. с.) 5400 об/мин          | 186 Н 4400 об/мин                     | Северная Америка, Таиланд, Гонконг          | -                                     |
| ST185                                 | GT-Four, GT-Four V                                | Лифтбэк                               | 2WS, 4WD                              | 3S-GTE                                | 165 кВт (221 л. с.) 6000 об/мин         | 270 Н 3200 об/мин                     | Япония                                      | 2685                                  |
| ST185                                 | GT-Four A, Turbo All-Trac                         | Лифтбэк (широкий)                     | 2WS, 4WD                              | 3S-GTE                                | 149-165 кВт (200—221 л. с.) 6000 об/мин | 270 Н 3200 об/мин                     | Япония, Европа, Северная Америка, Австралия | 2900                                  |
| ST185                                 | GT-Four RC, Turbo 4WD Carlos Sainz, GT-Four Grp A | Лифтбэк (широкий)                     | 2WS, 4WD                              | 3S-GTE                                | 153-173 кВт (205—232 л. с.) 6000 об/мин | 270 Н 3200 об/мин                     | Япония, Европа, Сингапур, Австралия         | 3171                                  |

В августе 1991 был произведён рестайлинг, который включал в себя:
- усилена подвеска;
- новый катализатор;
- улучшенный и укороченный рычаг переключения передач;
- новый 5S-FE мощностью 100 кВт (134 л.с) и 196 Н крутящего момента;
- передние вентилируемые тормозные диски диаметром 277 мм;
- новый дизайн бампера для переднеприводных моделей (кроме северо-американских GT-S, на которых был установлен бампер от полноприводных моделей);
- северо-американские GT получили противотуманные фары в стандартной комплектации;
- 15-дюймовые диски на моделях Z-R, GT, и SX с резиной Dunlop 205/55VR;
- логотипы Toyota на капоте и багажнике;
- изменённые задние фонари с красной рамкой;
- новые ПТФ для японских GT-Four A;
- сняты с производства: 4WS S-R, Active Sports и GT-Four в обычном кузове;
- из названия модели «GT-Four A» убрана буква «А».

Для телевизионной рекламы 5 поколения Celica на японском рынке снялся актёр Эдди Мерфи, рекламируя стиль авто и музыкальную систему.

## Шестое поколение

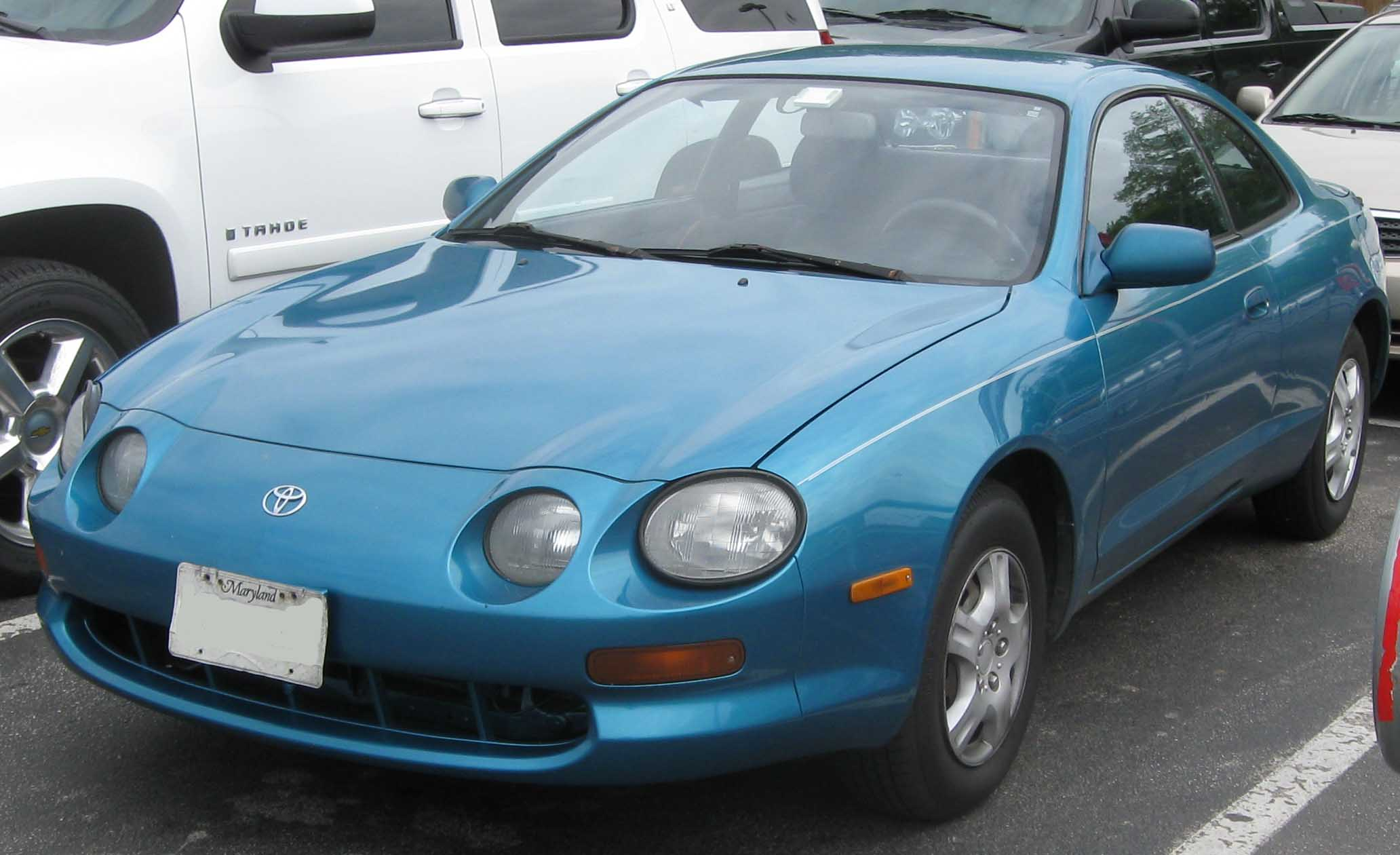
Toyota Celica ST купе AT200 (США)

В 1993 Toyota полностью обновила линейку Celica. В США были доступны только комплектации ST и GT (плюс дополнительный «спорт-пакет» для GT). ST оснащалась новым 1,8 л. 7A-FE, который также ставился на модель Corolla, а на GT ставился 2,2 л. 5S-FE, такой же как на Camry. Турбированный GT-Four (All-Trac) был больше не доступен в США.
В Канаду GT Sports Package (спорт-пакет) лифтбэк поставлялся под названием GT-S. Большинством изданий новый дизайн Celica был назван как Супра-стиль с четырьмя фарами. Автомобиль был доступен в кузовах купе или лифтбэк (спорт-пакет доступен только для лифтбэка). Подушка безопасности водителя (и пассажира позднее) и ABS были в стандартной комплектации всех моделей. Многие комплектации также имели кондиционер.
В начале на рынке Японии были представлены две модификации SS-I и SS-II. ST205 GT-Four была запущена в Феврале 1994, а кабриолет осенью того же года.
Производство GT-Four ST205 (All-Trac для США) продолжалось для японского, австралийского, европейского и британского рынков. К тому времени это была самая мощная из всех производившихся Celica — 178 кВт (239 л. с.) (экспортная версия) и 187 кВт (255 л. с.) (японская версия) с двигателем 3S-GTE. По заказу Toyota Team Europe, заводской команды Тойота на Чемпионате Мира по Ралли, финальная версия GT-Four имела такие отличия как: алюминиевый капот для снижения веса, 4-канальная ABS (с акселерометром), улучшенный турбокомпрессор (неправильно называемый любителями как CT20B) и подвеска Super Strut. 2500 шт. таких автомобилей, созданных для попадания GT-Four в Группу А Чемпионата Мира по Ралли, имели также систему для уменьшения турбо-задержки, водяное охлаждение интеркулера и поднятый стандартный спойлер. Автомобиль неплохо проявил себя на Чемпионате Мира 1995. Однако, команда была отстранена от участия на год после победы одной из машин с изменённым турбонаддувом (прямой впуск). Инженеры Toyota утверждали, что ничего не знали об изменениях, но оппоненты указывали, что изменения были технически сложными и грамотными. В некотором отношении этот автомобиль является настоящим спорт-каром — он обладает уникальной подвеской и многими другими особенностями.
В Австралии ST204 (2,2 л.) был представлен комплектациями SX и ZR. В ZR в стандарте имела подушки безопасности, противотуманные фары, легкосплавные диски. Также поставлялась комплектация SX-R в 1998—1999 с красно-чёрным салоном, белым тахометром, противотуманными фарами и легкосплавными дисками. ST205 была последней Celica GT-Four, которая поставлялась только в Австралию в 1994. Это была ограниченная партия 77 шт. с уникальным номером на табличке в салоне и логотипом Group A Rallye на багажнике.
В 1995 году вышло третье поколение кабриолета. Построенный на базе GT купе, кабриолет производился компанией American Specialty Cars (ASC) в городе Ранчо-Домингес в штате Калифорния. На производство в США автомобиль поступал в разобранном состоянии, где устанавливался складной мягкий верх для защиты от дождя и ветра.
| AT200 | Купе, Лифтбэк            | 7A-FE        | ST, ST Limited, SR                      | Северная Америка, Европа                                                        |
| ST202 | Лифтбэк, Кабриолет       | 3S-FE, 3S-GE | SS-I (3S-FE), SS-II, SS-III, GT (3S-GE) | Япония, Европа (лифтбэк, кабриолет), Гонконг и Таиланд (только GT лифтбэк)      |
| ST203 | Лифтбэк                  | 3S-FE        | SS-I 4WS                                | Япония                                                                          |
| ST204 | Купе, Лифтбэк, Кабриолет | 5S-FE        | SX, SX-R, ZR, GT                        | Северная Америка (все типы кузова), Австралия и Новая Зеландия (только лифтбэк) |
| ST205 | Лифтбэк                  | 3S-GTE       | GT-Four                                 | Япония, Европа, Австралия, Новая Зеландия                                       |

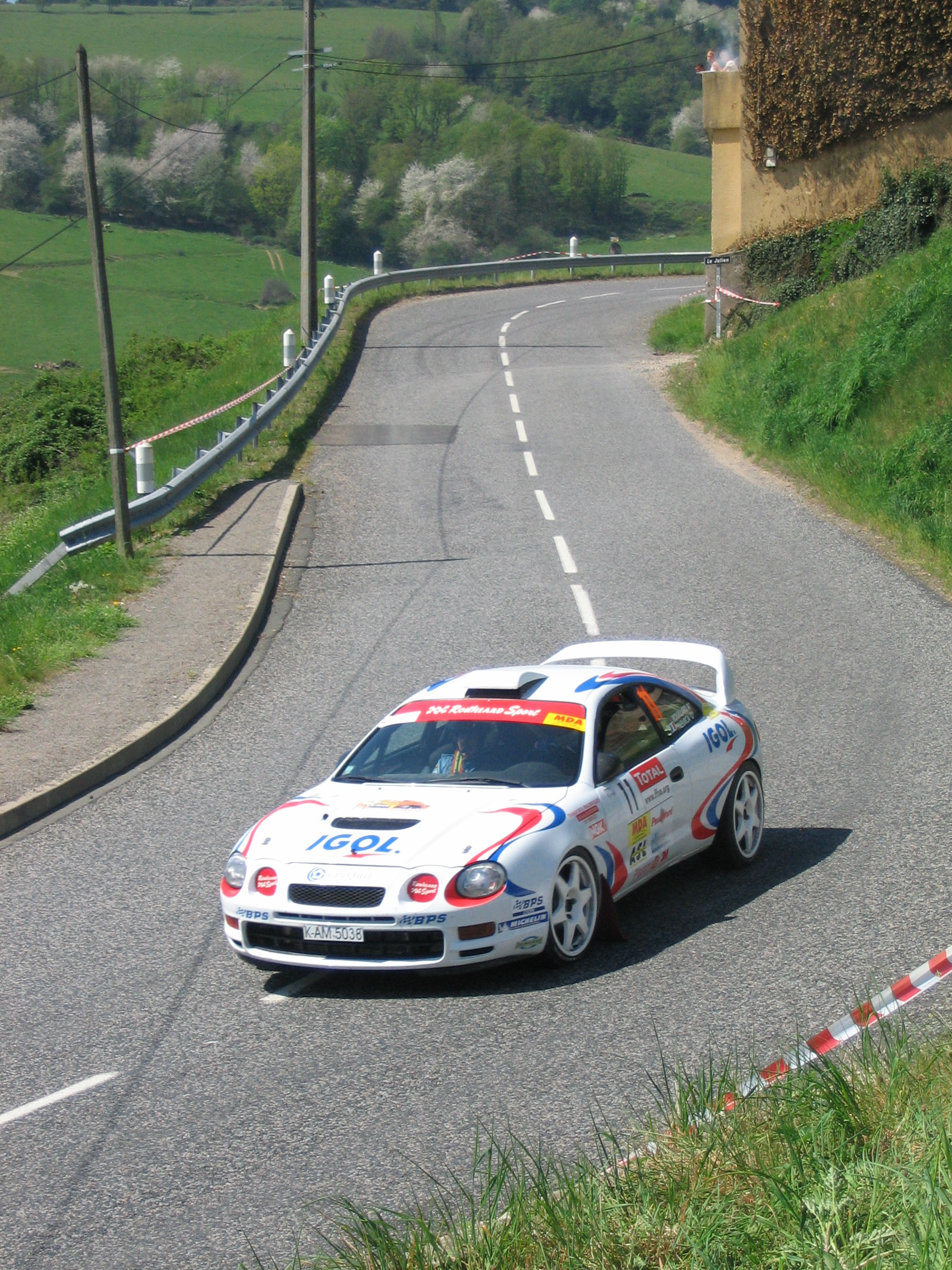
Раллийная Toyota Celica GT-Four ST205

Двигатель 3S-FE на японском рынке развивал 140 л. с. 3S-GE (3 поколения) — 170 л. с. на автомобилях с АКПП, 180 л. с. — МКПП. Основное отличие моторов 3S-GE для комплектаций Celica с АКПП/МКПП заключалось в разных впускных распредвалах.
В августе 1995 были сделаны небольшие изменения в моделях для японского рынка и добавлена модель SS-III. Все переднеприводные модели получили обновлённые бампера и задние фонари. SS-III оснащалась подвеской Super Strut. Версия GT-Four также получила новые задний спойлер и диски.
В 1996 в результате рестайлинга Celica получила новую решётку радиатора с двумя отверстиями (вместо одного), новые аэродинамические пороги и новый задний спойлер. Также были доступны дополнительные фары около радиаторной решётки (стандартно для GT версий). В ST на месте дополнительных фар устанавливались чёрные заглушки
В честь 25-летия Celica были выпущены модели SS-I и SS-III Special Edition для Японии, и «25th Anniversary ST Limited» и GT кабриолет для США. Серия «Special Edition» Celicas обозначалась специальным значком на передних крыльях и люке, и надписью «Celica» на сиденьях.
В 1997 было прекращено производство GT купе для американского рынка. Для японского рынка были сделаны небольшие изменения в Декабре 1997. Мотор 3S-GE на SS-II и SS-III получил систему VVT-i — 3S-GE BEAMS 200 л. с. На GT-Four «вернулся» высокий задний спойлер (в стиле WRC), а также появился в стандарте на SS-III.
В 1998 прекращён выпуск ST комплектаций (остались только GT). Также, после годичного отсутствия появилось GT купе. Toyota сократила линейку Celica в 1999, оставив только GT лифтбэк GT кабриолет. В Великобритании Toyota выпустила версию SR на базе 1.8 ST. Модель SR имела сетчатую решётку радиатора, 16-дюймовые легкосплавные диски и улучшенную музыкальную систему. GT-Four была всё ещё доступна в Японии. Также в начале 1999 Toyota рассекретила фотографии концепт-кара XYR, который вскоре должен был стать Celica нового поколения.

## Седьмое поколение
В конце 1999 года Toyota начала производство 7 поколения Celica. Дизайн был очень похож на концепт XYR, за исключением переднего бампера и заднего спойлера. Новая Celica стала частью проекта Toyota Project Genesis, созданного для привлечения молодых покупателей на рынке США. Toyota хотела привлечь потенциальных покупателей Acura Integra и Honda Civic, сделав автомобиль легче и максимально снизив стоимость. Управление ЭСП и блокировки дверей переместили на центральную консоль, сократив количество кнопок вдвое для 2 дверей. Люк был изготовлен из пластика вместо традиционного стекла.
Celica делилась на две модели. ZZT230 оснащалась относительно экономичным 1ZZ-FE (1794 см³, 143 л. с., 105 кВт, VVT-i) двигателем. ZZT231 — более производительным 2ZZ-GE (1796 см³, 192 л. с., 134 кВт, VVTL-i), разработанным совместно с Yamaha. В 2004 ресурс CNNMoney.com причислил Celica к списку самых экономичных автомобилей. В августе 2002 года был проведён рестайлинг, в результате которого были устранены технические недоработки в двигателе 1ZZ-FE, изменён передний бампер, задние фонари.
В Европе и США продажи Celica прекратились в 2005 году, в Японии же продолжались до апреля 2006.

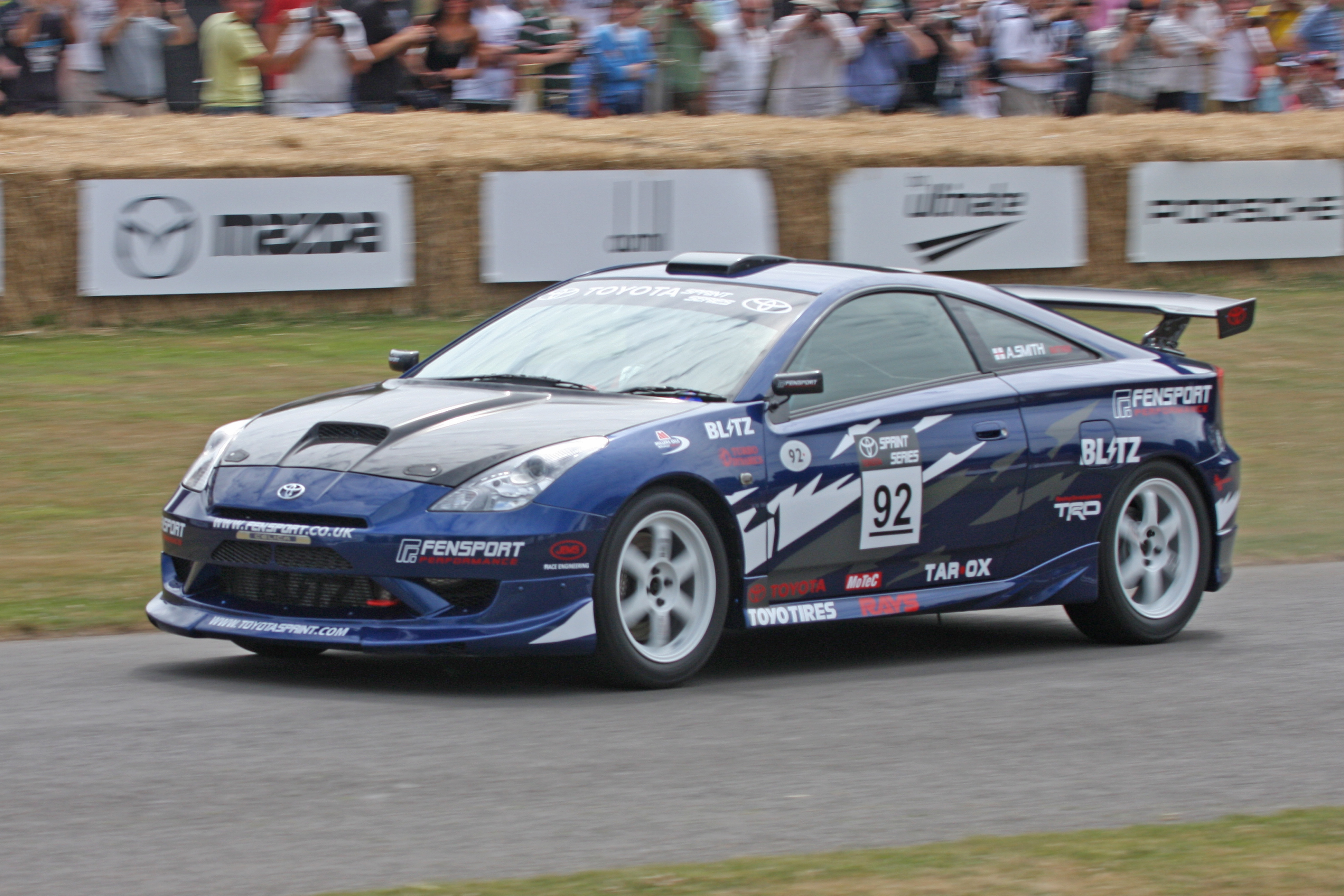
Goodwood Festival of Speed — 2010

### Рынок Северной Америки
В США и Канаде были доступны две версии: базовая GT и более мощная GT-S. Все модели были в кузове лифтбэк. В целях снижения веса люк был изготовлен из пластика вместо стекла. В поздних моделях люк изготавливался из стекла по причине того, что стекло менее подвержено царапинам. Все модели оснащались двумя передними подушками безопасности, дневным автосветом, и четырьмя подстаканниками: 2 спереди и 2 сзади. Задние сиденья имели форму только для двух пассажиров и могли складываться (в пропорции 50/50) для увеличения объёма багажника. Двух-скоростные передние дворники имели ступенчатую регулировку частоты движения. Опции включали в себя ABS, задний спойлер, ПТФ, ксеноновые низконаправленные фары, обновлённую музыкальную систему JBL, 6-дисковый CD-чейнджер, кожаные сиденья, боковые подушки безопасности, коврики, автосигнализацию.
GT оснащался двигателем 1ZZ-FE (143 л. с. при 6400 об/мин и 169 Нm при 4200 об/мин). В нём использовалась система сдвига фаз газораспределения VVT-i (Variable Valve Timing with intelligence) для увеличения крутящего момента мощности во всём диапазоне оборотов. Аналогичный двигатель имели Toyota Matrix, Corolla и MR2 Spyder. Покупателю предлагался выбор между 4-скоростной АКПП и 5-скоростной МКПП. Также в комплектацию входили покрышки 195/60/R15, передние дисковые и задние барабанные тормоза.
Модель GT-S имела двигатель 2ZZ-GE (192 л. с. при 7600 об/мин и 180 Нm при 6800 об/мин). Этот мотор оснащался системой изменяемых фаз газораспределения VVTL-i (Variable Valve Timing and Lift control with intelligence), похожую на VTEC от Honda но более продвинутую благодаря изменяемому сдвигу фаз (аналогично ещё не появившейся i-VTEC). Этот же двигатель ставился на Toyota Matrix XRS, Corolla XRS и Lotus Elise. На выбор были 4-скоростная АКПП и 6-скоростная МКПП. В базовой комплектации ставились колёса 205/55/R15 и доступные как опция 205/50/R16. Модель имела дисковые тормоза на всех 4 колёсах, кожаные руль и рукоятку переключения скоростей.
Тюнинговое ателье Toyota Racing Development (TRD) предлагало улучшенную версию модели, имеющую укороченные пружины, улучшенные амортизаторы, стабилизаторы поперечной устойчивости, колодки, воздушные фильтры, выхлопную систему, укороченный ход рычага переключения передач (на МКПП) и кузовные детали. Изменённая выхлопная система добавляла 14 л. с. мощности на наивысших оборотах двигателя. Большой популярность у покупателей пользовался пакет опций «Action Package», включающий передний бампер, накладки на пороги, «высокий» спойлер на крышке багажника. На рынок Канады с 2004 года поставлялись машины в заводском обвесе «Tsunami edition».
На GT-S моделях 2000, 2001, 2003 и 2004 годов выпуска обороты двигателя ограничивались электронно на 8400 об/мин, в то время как на моделях 2002 и 2005 годов выпуска — 7800 об/мин (только модели с левым рулём). Эта разница привела снижению производительности, так как 2ZZ является высокооборотистым двигателем и было очень трудно удержать обороты двигателя в нужном диапазоне (с максимальной мощностью) при переключении на повышенную передачу для динамичного разгона. В 2003 были сделаны незначительные изменения: изменён интерьер, выдвижная антенна заменена на фиксированную, слегка изменены передняя и задняя части автомобиля.
В июле 2004 Toyota объявила о прекращении производства и продаж Celica (как и MR2 Spyder) в США к концу 2005 года из-за низкого уровня продаж. Максимум продаж Celica пришёлся на 2000 год (52 406 шт.), но в 2003 году продажи резко снизились до 14 856 шт. Только 8710 шт. Celica были проданы в 2004 и 3113 шт. в 2005. Рынок спортивных купе стремительно сокращался.

### Рынок Японии
Дорестайл с 1999 по 2002 г.в.: базовые комплектации в кузове ZZT230 (с двигателем Toyota ZZ 1zz 143 л. с.) и ZZT231 (с двигателем Toyota ZZ 192 л. с.)
Модель TRD Sports M — лимитированная версия, выпускалась только для внутреннего рынка в период с 1999 по 2001 г.в., было выпущено 1200 авто.
В этой комплектации устанавливались:
- Приборная панель TRD, тахометр был установлен посередине с красной зоной от 7800 до 10000 RPM, с отсечкой по оборотам на 8400 RPM (в других спорт комплектациях с EBU Apexi Comander отсечку можно было регулировать до 10000 при условии, что ГБЦ была модернизирована совместно Yamaha и MWR, максимальная скорость на приборной панели достигала 240 км/ч)[4].
- Родные полуковши, дверные вставки и обшивка руля отличались цветом материала: серо-красные, серо-синие (также встречались кожаные красные и синие), и опция — полуковши Recaro.
- Накладки на педали TRD (металлические, спортивного вида)
- Устанавливались распорки кузова спереди и сзади, в зависимости от комплектации устанавливались модели C-One (Beatrush дочерняя компания) и TRD, задних было 2 вида: 2-х точечные и 3-х точечные
- МКПП C60-02B 6-ти ступенчатая с короткими передаточными числами, торсионным дифференциалом.
- Короткоходная кулиса переключения скоростей[5].
- Облегченный маховик TRD весом 7,5 кг
- Стабилизаторы поперечной устойчивости TRD Sportivo - передний D24 мм, задний D22 мм.
- Выхлопная система: коллектор выпускной TRD 4-2-1, c расширенными ранерами, средняя часть без изменений. Последняя часть TRD — вот в ней были доработки, насадка была без резонатора и расширенного типа, тем самым звук выхлопной системы становился совершенно другим.
- Впуск также был доработан, в некоторых ставился в штатный короб фильтр нулевого сопротивления TRD[6], Blitz, была также опция — фильтр нулевого сопротивления Blitz Sonic[7].
- Маслоохладитель TRD[8].
- Поршня TRD[9].
- Колёсные диски с пятилучевыми спицами, R16 c вылетом ЕТ38 с шириной 6.5J. Опционально ставились диски Rays TRD T3 R17 с вылетом ET35 и шириной 7,5-8,5J
- Передняя оптика аналогична базовой, но была опция TRD — Модульная оптика Hella D90мм Ближний свет Ксенон модуль Classic (DE, D2S) 1BL 158 060—021.
- Дальний свет — был установлен D90 мм дальнего света модуль Classic (FF, с габаритом, H7) 1K0 008 191—007
- Задние фонари аналогичны базовым, но была опция, схожая с базовой комплектацией в рестайле с 2003 по 2006 г.в. только отражатель был хромированный(зеркальный), а не красный.
- Спойлер также имел другой вид.
- На передней части бампера нижняя часть (губа) отличалось от базовой комплектации.
- На задний бампер устанавливались накладки по бокам, так называемые «клыки».
- Накладки на пороги также имели другой вид в сравнении с базовой комплектацией.
- На капоте был увеличен воздухозаборник для лучшего охлаждения выпускного коллектора. Опционально шло 2 вида капота, один из них с литым цельным воздухозаборником, второй — C-One, уже имел немного другой вид: воздухозаборник был ещё больше, плюс имелись воздухоотводы из подкапотного пространства.

Модель TRD Sports M Trial Try Force Version 1 (дорестайл 1999-2000 г.в.):
Данная модель была лимитированной, всего было выпущено около трёхсот автомобилей. Toyota с Yamaha создали её для противостояния с Honda.
- Спортивный внешний вид автомобиля выглядел агрессивно. Toyota называли его самым лучшем аэродинамическим комплектом[10].
- Передний бампер имел очень схожий внешний вид с базовой версией, выпущенной с 1999 по 2002 г.в. только появилась нижняя часть (так называемая губа modellista). В этом бампере оставили место для противотуманных фар используемых в базовых версиях.
- Задний бампер также изменил свой внешний вид и схож с базовой версией, в нём также добавилась нижняя часть, c помощью которой команда Toyota смогла убрать завихрения и улучшить аэродинамику автомобиля.
- Накладки на пороги изменили внешний вид автомобиля, улучшения характеристик они не несли.
- Спойлер — основной элемент, изменённый в этой модели, в нём есть 2 положения настройки угла атаки. При его разработке Toyota проводили исследования в аэродинамической дымовой трубе.
- Капот был установлен как у серийной модели, но были опции - капот с модели TRD Sports M или версия C-One, бывшая лучшим вариантом по техническим характеристикам.
- Передняя оптика устанавливалась такая же как в серийной версии, также была опция TRD, Модульная оптика Hella D90мм Ближний свет Ксенон модуль Classic (DE, D2S) 1BL 158 060—021
- Дальний свет был установлен D90 мм дальнего света модуль Classic галоген (FF, с габаритом, H7) 1K0 008 191—007 — эта оптика шла без автокорректора. Регулировка высоты головного света с салона появилась только в базовой версии серийной модели в рестайлинге с 2002 по 2006 г.в., в комплектации с ксеноновыми фарами.
- В 2001 году был доработан внешний вид модульной оптики, он стал угловатым, за что получил название Bars2fast[11][12].
- Колёсные диски устанавливались Rays TRD T3 R17 с вылетом ET35 и шириной 7,5-8,5J, ADVAN Yokohama. Параметры колёс — R16, R17, R18, ET32-38 7-8,5J.
- Тормозная система была доработана:
  - Спереди установили тормозной диск 295 мм (против серийного 275 мм диска), также был установлен суппорт, применявшийся в серийных версиях Toyota Avensis 2000—2005 г.в. с дизельным двигателем 2,4 (или с бензиновым на универсалах). Также были опции от предыдущего поколения моделей GTfour с 4-х поршневыми суппортами, и опция Brembo.
  - Сзади тормозной диск имел диаметр 288 мм против серийной версии 269 мм суппорт был также изменён — данный суппорт устанавливался на Toyota Wish. Опционально также можно было установить от предыдущего поколения моделей GTfour с 2-х поршневыми суппортами, и была опция Brembo.
- Выхлопная система была переработана кардинально: так как ГБЦ была доработана, был установлен коллектор 4-2-1 с увеличенными ранерами. Средняя часть была изменена, на стыке с коллектором труба была в диаметре 79 мм, так как её средняя часть имела внутреннюю перегородку, чтоб совместить 4 ранера в 2 потока, а дальше в 1[13]. Вся средняя часть имела диаметр 63 мм, был установлен спортивный катализатор и увеличенный резонатор[14]. Последняя часть имела 2 резонатора, хоть и внешний вид этой выхлопной трубы имел диаметр 113 мм как и описывалось выше, это было сделано для спортивного внешнего вида, так как внутри титанового резонатора по заводу приварена так называемая «флейта», но также стояла и заглушка, так как нормативы Jasma превышались на 4 децибела. Заглушка помогла получить разрешение от лаборатории Jasma для выпуска этой лимитированной версии[15]. Также была опция с коллектором 4-1, средняя часть была уже одним диаметром 63 мм. и появились 2 виброгасителя выхлопной трубы (гофры) последняя часть была без изменений. На каждом элементе есть гравировка или прикреплена шильда с надписью Trial.
- Внутренняя отделка не изменилась, оставшись от модели TRD Sports M
- Почти все технические характеристики также не изменились, за вычетом версии с Compressor BLITZ SC-12 (их было выпущено около 100 шт)[16][17].
- И опционально устанавливали амортизаторы фирмы Tein и Blitz zzr dampfer https://www.blitz.co.jp/wp-content/uploads/2016/12/92786.jpg.

Модель TRD Sports M Trial Try Force Version 2 (рестайлинг 2000-2001 г.в.) изменила только внешний вид переднего бампера и накладок на пороги. так же в 2001 году появилась модернизация передней оптики Bars2fast. Всё остальное осталось без изменений.
После окончание договоров с компанией Toyota все компании, выпускавшие по спецзаказу запчасти для данных комплектаций, продолжили продажу и серийное производство комплектующих.

## Хронология
1970 — Celica LT, ST и GT
1972 — Celica GTV
1973 — Celica лифтбэк в Японии (RA25 и TA27 поступили в продажу в Апреле 1973)
1976 — Celica — Лучший зарубежный автомобиль года по версии журнала Motor Trend
1977 — в июне выпущена миллионная Celica
1978 — 2-е поколение Celica; «Лучший зарубежный автомобиль года» по версии журнала Motor Trend
1979 — кабриолет Sunchaser.
1981 — Sunchaser снят с производства
1982 — 3-е поколение Celica
1984 — Celica GT-S списках Лучшие покупки журнала Consumer’s Digest и Лучшие автомобили журнала Car and Driver
1984 — выпущено 250 кабриолетов GT-S от American Specialty Cars (ASC)
1985 — за год выпущено 4248 кабриолетов GT-S
1985 — появление переднего привода
1986 — 4 поколение Celica; выпуск GT-Four в Октябре 1986
1987 — представлен кабриолет нового поколения
1988 — GT-Four (All-Trac для США) поставляется на экспорт
1990 — 5 поколение; Испанец Карлос Сайнс за рулём ST165 GT-Four стал чемпионом WRC
1992 — Карлос Сайнс завоевал вторую победу на WRC за рулём ST185 GT-Four
1993 — сняты с производства GT-S, All-trac Turbo; Юха Канккунен в четвёртый раз выиграл WRC за рулём ST185 GT-Four
1994 — 6 поколение Celica; Дидье Ориоль победил в WRC за рулём ST185 GT-Four
1995 — представлен кабриолет нового поколения
1999 — купе снято с производства
2000 — 7 поколение Celica
2001 — журнал Consumer Reports присвоил Celica GT-S награду «Лучшее спортивное купе»; «Самое популярное спортивное купе до $30000» по версии сайта Edmunds.com
2002 — «Самый надёжный автомобиль» по версии журнала Consumer Reports; «Самое популярное спортивное купе до $30000» по версии сайта Edmunds.com
2005 — Celica снята с производства для Северной Америки и Австралии
2006 — Toyota прекратила производство 7-го поколения Celica в Японии.